# Cryphia ochsi
Cryphia ochsi är en fjärilsart som beskrevs av Charles Boursin 1940. Cryphia ochsi ingår i släktet Cryphia och familjen nattflyn. Inga underarter finns listade i Catalogue of Life.